# Gazprom-RusVelo
Gazprom-RusVelo war ein russisches Radsportteam mit Sitz im schweizerischen Lugano.

## Organisation und Geschichte
Die Mannschaft erhielt im Jahr seiner Gründung 2012 eine Lizenz als UCI Professional Continental Team. Für das Jahr 2012 wurde die beantragte Lizenz zunächst verweigert, aber am 9. Januar 2013 erteilt.
Teammanager war zunächst Heiko Salzwedel, der von den Sportlichen Leitern Oleg Grischkin, Egon van Kessel, Henk Vogels junior und Wjatscheslaw Jekimow, dem Coach Andreas Lang und dem ehemaligen Chef des Team Wiesenhof Raphael Schweda in einer Mangementfunktion unterstützt wurde. Nachdem beim ebenfalls russischen Katusha Team Hans-Michael Holczer als Manager abgelöst wurde, wurde am 1. Oktober 2012 auch Salzwedel bei Rusvelo durch den der ehemaligen russischen Profi Renat Chamidulin abgelöst und das Team erhielt ein nationales Management.
Zum Teil wurde dem Team unterstellt, dass es enge Beziehungen zum damaligen, formell konkurrierenden Team Katusha unterhalten habe, wohingegen der ehemalige Teammanager Salzwedel darauf hinwies, dass beide Projekte in Organisation und Finanzierung vollständig unabhängig voneinander seien. Allerdings waren die RusVelo-Teams nach Angaben des Internetdienstes radsport-news.com Teil des vom russischen Radsportverbands initiierten Russian Global Cycling Projects, zu welchem auch das Katusha-Team zählte.
Sponsoren der RusVelo-Teams waren die Novikombank, die Gazprombank, die Sberbank und der Pipeline-Konzern Transneft. Die Gazprombank ist eine Tochtergesellschaft von Gazprom, das einer der Hauptsponsoren des Katusha-Teams war. Im Jahr 2016 wurde das Team in Gazprom-Rusvelo umbenannt. Hauptsponsor wurde die damalige Gazprom Germania.
Bis zur Saison 2019/20 war bei der UCI unter dem Namen RusVelo ein Bahnteam als UCI Track Team registriert. Dies entspricht der von Salzwedel genannten Intention des Projekts, welcher vor allem auf ehemalige und aktuelle Bahnfahrer der Spitzenklasse setzt und als Hauptziele der Saison 2012 ein erfolgreiches Abschneiden der Fahrer bei den Bahn-Weltmeisterschaften, den olympischen Radsportwettbewerben und dem Mannschaftszeitfahren der Straßen-Weltmeisterschaften angab. Zum Projekt RusVelo gehörte bis 2014 auch ein gleichnamiges Frauenteam, welche als UCI Women’s Team registriert war. Als prominente Fahrerinnen für dieses Team wurden Hanka Kupfernagel und Olga Sabelinskaja vorgestellt.
Im Jahr 2013 trat das Team dem Mouvement Pour un Cyclisme Crédible (MPCC) bei. Nachdem die drei Fahrer Andrei Solomennikow, Roman Maikin und Artjom Owetschkin nach den russischen Meisterschaften Ende Juni 2013 auf das Dopingmittel Fenoterol positiv getestet wurden, erklärte das Team, dass es entsprechend der Selbstverpflichtung der MPCC-Teams für vier Wochen am Rennbetrieb nicht mehr teilnehme. Zuvor wurde im März 2013 bereits das Teammitglied Waleri Kaikow auf die verbotene Substanz GW501516 getestet. Der ehemalige Teammanager Salzwedel führte diese vier Dopingfälle innerhalb einer Saison darauf zurück, dass das neue Management keinen Einfluss mehr auf die Fahrer habe.
Als Reaktion auf die russische Invasion auf die Ukraine 2022 wurde die Registrierung des Teams – wie aller anderen russischen und belarussischen Mannschaften – durch die Union Cycliste Internationale am 1. März 2022 widerrufen. Die Ausrüster LOOK und Corima beendeten die Zusammenarbeit mit dem Team. Das Teammanagement erklärte, das Team könne „Friedensbotschafter“ sein und mache der UCI hierzu Vorschläge. Nachdem der Versuch, den Weiterbetrieb des Teams mit neuen Sponsoren und der Lizenz eines anderen Landes fortzuführen, gescheitert war, erklärte das Management Ende März 2022 die Einstellung aller Tätigkeiten. Der Teambetreiber erhob gegen Widerruf der Lizenz Klage vor dem Internationalen Sportgerichtshof ein, die im Herbst 2023 zurückgewiesen wurde.

## Platzierungen in UCI-Ranglisten
UCI America Tour (bis 2018)
| Saison    | Mannschaftswertung | Einzelwertung         |
| --------- | ------------------ | --------------------- |
| 2012      | 35.                | Iwan Rowny (126.)     |
| 2013      | –                  | –                     |
| 2014      | 28.                | Timofei Krizki (244.) |
| 2015-2018 | –                  | –                     |

UCI Asia Tour (bis 2018)
| Saison    | Mannschaftswertung | Einzelwertung         |
| --------- | ------------------ | --------------------- |
| 2012      | 19.                | Artur Jerschow (55.)  |
| 2013      | 32.                | Leonid Krasnow (28.)  |
| 2014      | 38.                | Sergey Lagutin (117.) |
| 2015      | 30.                | Iwan Sawizki (43.)    |
| 2014      | 48.                | Roman Maikin (111.)   |
| 2015-2018 | –                  | –                     |

UCI Europe Tour (bis 2018)
| Saison | Mannschaftswertung | Einzelwertung           |
| ------ | ------------------ | ----------------------- |
| 2012   | 22.                | Sergei Firsanow (18.)   |
| 2013   | 28.                | Leonid Krasnow (106.)   |
| 2014   | 8.                 | Ilnur Sakarin (9.)      |
| 2015   | 6.                 | Iwan Sawizki (30.)      |
| 2016   | 14.                | Sergei Firsanow (53.)   |
| 2016   | 31.                | Alexander Porsew (287.) |
| 2017   | 23.                | Alexander Porsew (206.) |

UCI Oceania Tour (bis 2018)
| Saison    | Mannschaftswertung | Einzelwertung         |
| --------- | ------------------ | --------------------- |
| 2012      | 16.                | Alexander Serow (49.) |
| 2013-2016 | –                  | –                     |
| 2017      | 19.                | Pavel Brutt (78.)     |
| 2018      | –                  | –                     |

UCI World Ranking
| Saison | Mannschaftswertung | Einzelwertung            |
| ------ | ------------------ | ------------------------ |
| 2019   | 34.                | Alexander Wlassow (108.) |
| 2020   | 40.                | Simone Velasco (253.)    |
| 2021   | 30.                | Simone Velasco (136.)    |